# 尽管去做
Getting Things Done (GTD) ，或譯儘管去做、“搞定”，是由戴维·艾伦（David Allen）開發並發表在同名書中的個人生產力系統。在該著作中， 作者將該概念描述為時間管理系統，並指出若與一個任務（相關的念頭停留）在一個人的腦海中，它將可能會完全填滿其思緒，這將使得該人無法處理其他任務。
GTD 方法的思想是將所有感興趣的項目、相關信息、問題、任務和項目從外部記錄下來，然後將它們分解為具有已知時間限制的可操作工作項目。 這使人們可以將注意力集中在對外部記錄中列出的每項任務採取行動上，而不是憑直覺回憶它們。
該書於2001年首次出版，後於2015年發布修訂版，以反映多年來之相關技術變化。

## 原理
和其他时间管理专家不同的是，Allen并不把重点放在设置任务的优先级。他提出制定出在各种环境下的任务列表，例如，制定一个需要打电话的列表，或者在市区才能完成的事情的列表。他也建议任何两分钟之内就能完成的任务应该马上做。
GTD在心理上的好处在于使你需要完成的事情相关的信息易于保存，跟踪和获取。Allen认为导致很多我们在做事的时候碰到的脑力上的障碍的原因是前期的计划不足（举个例子，对任何项目我们需要弄清楚要达到什么目标，还有什么措施需要完成）。
Allen认为我们的脑力上的“提醒系统”相当的低效，很少能够在恰当的时间和地点提醒我们需要做的事情。因此，把“下一步行动”根据场景分类存放在“可信的系统”当中，是一个能使我们在正确的时间得到正确的提醒的手段。在“GTD”中有很多个人的管理小技巧在实行Allen描述的工作流程中很有用的。
一个很概括的对于Allen的书的内容的描述是“对于任何事情都准备好”:
“把所有事情都从你的脑袋里弄出来。在事情出现，而不是在事情爆发的时候，就做好相关行动的一系列决定。以合适的类别组织好你的项目的各种提醒以及下一步的行动。保持你的系统更新和完整，充分地检查，使你在任何时候都能信任你的对于你正在做（或者不做）的事情直觉的选择。”

## 原则

### 搜集
把任何你需要跟踪或者记住或者做的事情记在Allen称之为‘水桶’的地方：一个收件箱，电子邮箱，磁带，笔记本，PDA，或者它们的组合。把你脑子里的任何东西都拿出来放到你的搜集设备，准备好做下一步的处理。每星期所有的水桶都应该被至少清空一次。

### 处理
处理你的收件箱要遵循一个严格的工作流程：
- 从最上面开始。
- 一次处理一项。
- 不把任何东西放回收件箱。
- 如果任何一项需要做：

- 做（如果花的时间少于两分钟）
- 委托别人完成，或者
- 把它延期。

- 否则

- 把它存档以便查询，
- 把它扔掉，或者
- 使它成熟以便下一步的处理

两分钟原则：任何事情如果花的时间少于两分钟，那么马上就去做。两分钟是一个分水岭，这样的时间和正式地推迟一个动作所花的时间差不多。

### 組織
Allen描述了一個建議的列表集合，你可以用來跟蹤需要關注的項目：
- 下一步行動(Next actions) - 對於每個需要你關注的事項，定好什麼是你可以實際採取的下一步行動。例如，如果事項為「寫項目報告」，下一步行動可能會是「給Fred發郵件開個簡短會議」，或者「給Jim打電話問報告的要求」，或者類似的事情。雖然要完成這個事項，可能會有很多的步驟和行動，但是其中一定會有你需要首先去做的事情，這樣的事情就應該被記錄在「下一步行動」列表上。較好的做法是把這些事項根據能夠被完成的「環境」整理分類，例如「在辦公室」,「用電話」,「在商場」.
- 專案(Projects) - 每個需要多於一個實際的行動才能達到的生活或者工作中的「開放式回路」就是一個「專案」.使用跟蹤以及週期性的回顧來確保每個專案都有一個下一步的行動進行下去。
- 等待(Waiting for) - 當你已經指派了一個事項給其他人或者在項目進行下去之前需要等待外部的事件，就應當在你的系統當中跟蹤以及定期檢查是否已經可以採取行動或者需要發出一個提醒。
- 將來／可能(Someday/Maybe) - 這些事情你需要在某個點去做，但是不是馬上。例如：「學習中文」，或者「進行一個潛水假期」.

對於追蹤你的預約和委託，一個日曆也是重要的；另外，Allen特別推薦日曆應該被用在他所謂的「硬工程」上：必須在某個特定的期限之前完成的事情，或者在約定的時間和地點完成的會議和約會.「待辦」事項應該用在下一步行動列表當中。
GTD的最後一個關鍵組織模塊是歸檔系統.「Getting Things Done」書裡說如果要用一個歸檔系統，那它必須得是簡單易用和有趣。即使是一張紙，如果你需要用來記錄參考信息，如果不屬於你已經有的一個目錄，也要有自己的文件組織方式。Allen的建議是你可以維護一個按照字母順序組織的歸檔系統，這樣可以比較容易快速的存儲和提取你所想要的信息。
Google的Gmail的用戶可以用創建標籤的方式來創建「待辦事項」和「項目」，這種方式在Bryan Murdaugh的 「Getting Things Done with Gmail」  （页面存档备份，存于）白皮書中有清楚的描述。它保留了很多GTD的相同概念，但是是在在線的電子郵件系統中實施。

### 检查
如果你不至少每天或者只要你有时间就回顾检查，那么你的行动和提醒的列表将会变的毫无用处。以你当时拥有的精力，资源和时间，决定什么是对你来说最重要的事情，然后做。如果你倾向于拖延，你可能会老是做最容易的事情，避免那些难的。为了解决这个问题，你可以一个接一个地做列表上的事情，按照它们的顺序，就象你处理你的收件箱一样。
至少以星期为周期，GTD要求你回顾所有你比较主要的“行动”,“项目”和“等待”的事项，确保所有的新任务或者即将到来的事件都进入你的系统，而且所有的事情都更新到符合最新的情况。Allen建议制作一个难题档案来帮助你更新你关于主要行动的记忆。

### 做
如果你把你的时间都花在組織工作，而不是做它们，那么所有的GTD系统都是不好用的！David Allen的观点是，如果你可以把必須做的事情，讓它變得簡單、容易、有趣的話，那你就比较不会拖延、或者被太多的“开放性回路”所压倒。

## 工具和技巧

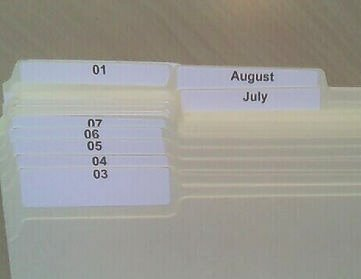
A slice of '43 Folders'

一个Allen推荐的工具是难题文件夹，用来组织你的GTD的文字工作（也被称为‘43文件夹’）。12个文件夹用来表示每一个月，另外的31个文件夹用来表示每一天。这些文件夹用来帮助提醒你当天的活动。每天你打开表达当天的文件夹。你把所有的事项都拿出文件夹，然后把空文件夹放进下一个月里。这种处理允许你为自己保存提醒的硬拷贝。例如，如果你在这个月的12号有一个音乐会，你可以把票放在第12个文件夹当中。当12号到的时候，它就在那里等着你。

### DIY Planner Hipster PDA
這是一種用來執行GTD的紙本DIY範本，對於習慣用實體紙本計劃的人來說，可作為另一種優質選擇。

### 高效Todo
这是一个以四象限原则为理论基础的时间管理软件，把待办任务按重要和紧急程度分成四类.这样的分类方式可以帮助您更方便更快捷的安排每件事情的轻重缓急,提高工作效率.通过这种方式安排我们的日程和待办事件,可以达到很高的效率。